# Gyrtona mediolineata
Gyrtona mediolineata är en fjärilsart som beskrevs av George Thomas Bethune-Baker 1911. Gyrtona mediolineata ingår i släktet Gyrtona och familjen nattflyn. Inga underarter finns listade i Catalogue of Life.